# Kasper Dolberg
Kasper Dolberg Rasmussen (Silkeborg, Jutlandia Central, 6 de octubre de 1997) es un futbolista danés que juega en la posición de delantero y su equipo es el R. S. C. Anderlecht de la Primera División de Bélgica.

## Trayectoria
Kasper debutó como profesional el 17 de mayo de 2015, ingresó en el segundo tiempo para enfrentar al Brøndby pero perdieron 2 a 0.
Disputó un total de 3 partidos con el primer equipo, en las últimas fechas del torneo local.

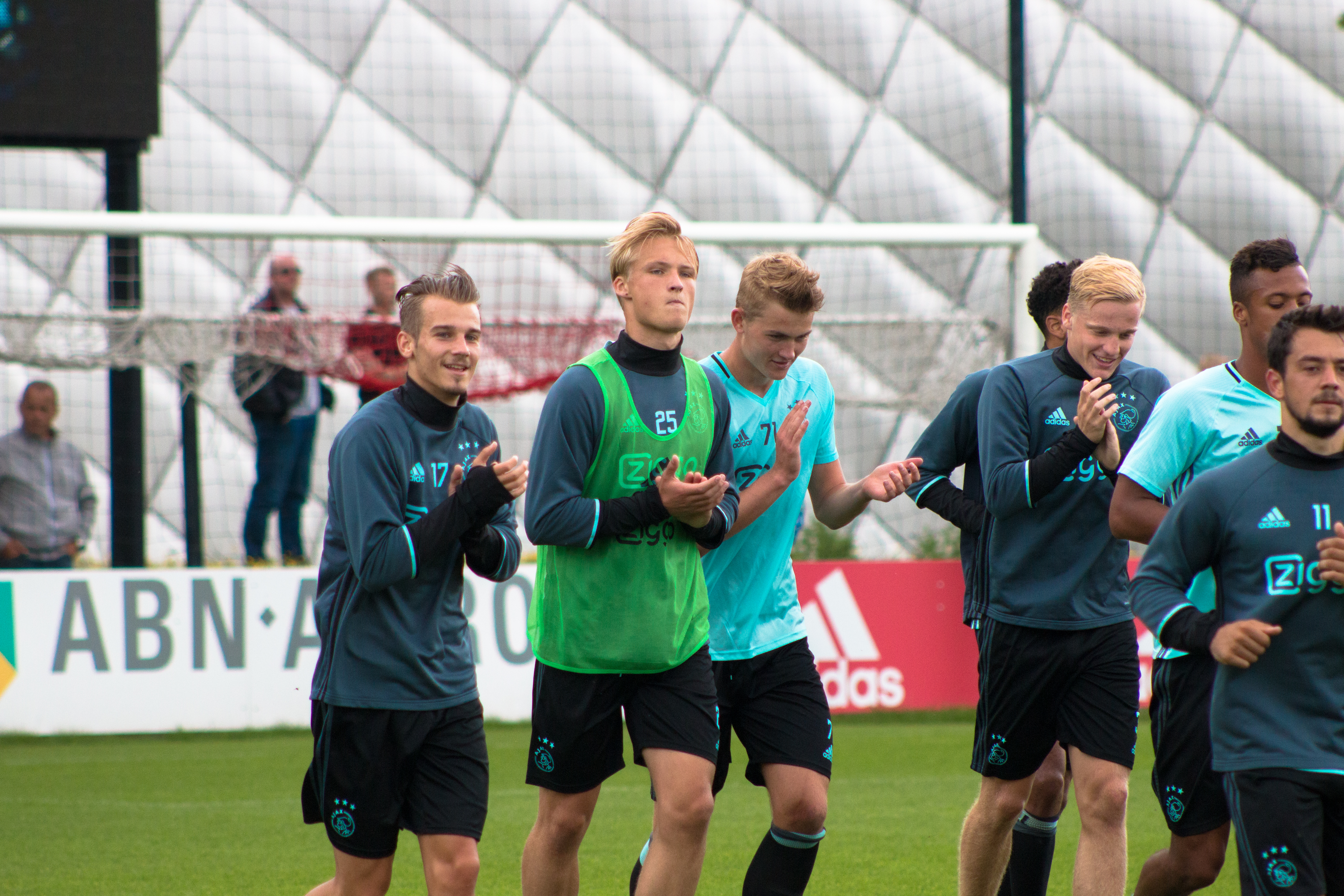
Ajax (2016)

Para la temporada 2015-16, fue fichado por el Ajax. Se integró a la categoría sub-19 del club.
El 26 de julio de 2016, debutó con el primer equipo de Ajax, jugó los 90 minutos contra el PAOK en el Amsterdam Arena, en el partido de ida de la tercera ronda de la Champions League, convirtió su primer gol oficial y empataron 1 a 1. Su primer juego lo disputó con 18 años y 294 días, utilizó la camiseta número 25.
En el partido de vuelta, volvió a ser titular, esta vez en el Estadio La Tumba y lograron un triunfo por 2 a 1, por lo que avanzaron a una última instancia tras un global favorable de 3 a 2.
Kasper no tuvo tantos minutos en la ronda de clasificación a la fase de grupos de Champions, en la ida disputó los 8 minutos finales, mientras que en la revancha ingresó a comienzos del segundo tiempo, de igual forma fueron derrotados por un global de 5 a 2 ante el Rostov.
Kasper jugó los 4 partidos de clasificación, y como Ajax perdió en esa instancia, se integraron a la fase de grupos de la Europa League.
En el plano local, debutó en la Eredivisie el 7 de agosto contra el Sparta Rotterdam, jugó los 13 minutos finales y ganaron 3 a 1 en la primera fecha. El 13 de agosto, fue titular en la fecha 2, y se despachó con un doblete ante el Roda JC, empataron 2 a 2.
En la temporada 2016-17 despuntó con el Ajax marcando 23 goles en 49 partidos y llegando a la final de la Europa League contra el Manchester United. Gracias a esta gran curso se consagró como una de las mayores promesas del fútbol europeo.
El 29 de agosto de 2019, a pocos días del cierre del mercado veraniego en Europa, se oficializó su traspaso al O. G. C. Niza de Francia por unos 20 millones de euros.
Después de tres años en la Costa Azul, el 1 de septiembre de 2022 fue cedido al Sevilla F. C. por una temporada. Tras participar en el Mundial no regresó a los entrenamientos y el 2 de enero de 2023 se anunció su llegada al TSG 1899 Hoffenheim.
El 7 de julio de 2023 fue traspasado al R. S. C. Anderlecht y firmó un contrato por cuatro temporadas.

## Selección nacional

### Categorías inferiores
Kasper ha sido parte de la selección de Dinamarca en las categorías inferiores sub-16, sub-17, sub-18, sub-19 y sub-21.
Debutó con la selección danesa el 21 de enero de 2013, con la sub-16, se enfrentaron a Noruega, ingresó en el minuto 41, anotó su primer gol y ganaron 5 a 1.

#### Participaciones en categorías inferiores
| Competición                                                               | Sede      | Resultado    | Partidos | Goles |
| ------------------------------------------------------------------------- | --------- | ------------ | -------- | ----- |
| Fase de clasificación para el Campeonato de Europa Sub-17 de la UEFA 2014 | Dinamarca | No clasificó | 3        | 1     |
| Fase de clasificación para el Campeonato de Europa Sub-19 de la UEFA 2016 | Malta     | Clasificó    | 3        | 1     |
| Clasificación para la Eurocopa Sub-21 de 2017                             | Europa    | Clasificó    | 1        | 1     |

### Absoluta
A finales de octubre de 2016, fue convocado por primera vez por Åge Hareide, para estar en las últimas fechas FIFA del año y jugar con Dinamarca.
Debutó con la selección el 11 de noviembre, fue contra Kazajistán en el Parken Stadion por las eliminatorias europeas al Mundial 2018, ingresó en el minuto 82 y ganaron 4 a 1. Kasper disputó su primer partido con 19 años y 36 días, utilizó la camiseta número 15.

#### Participaciones en absoluta
| Competición   | Sede     | Resultado        | Partidos | Goles |
| ------------- | -------- | ---------------- | -------- | ----- |
| Mundial 2018  | Rusia    | Octavos de final | 1        | 0     |
| Eurocopa 2020 | Europa   | Semifinales      | 4        | 3     |
| Mundial 2022  | Catar    | Primera fase     | 3        | 0     |
| Eurocopa 2024 | Alemania | Octavos de final | 2        | 0     |

### Detalles de partidos
| Con Dinamarca | Con Dinamarca | Con Dinamarca | Con Dinamarca           | Con Dinamarca        | Con Dinamarca                 | Con Dinamarca | Con Dinamarca | Con Dinamarca        | Con Dinamarca |
| N.º           | Rival         | Resultado     | Fecha                   | Lugar                | Competencia                   | Goles         | Asistencias   | Cambio               | Ref.          |
| ------------- | ------------- | ------------- | ----------------------- | -------------------- | ----------------------------- | ------------- | ------------- | -------------------- | ------------- |
| 1             | Kazajistán    | 4:1 (2:1)     | 11 de noviembre de 2016 | Copenhague Dinamarca | Clasificación para Rusia 2018 | -             | -             | 82' por A. Cornelius | 1             |

## Estadísticas

### Clubes
Actualizado al último partido disputado el 10 de agosto de 2025.
| Club                           | Div.          | Temporada     | Liga  | Liga  | Copas nacionales | Copas nacionales | Torneos internacionales | Torneos internacionales | Total | Total |
| Club                           | Div.          | Temporada     | Part. | Goles | Part.            | Goles            | Part.                   | Goles                   | Part. | Goles |
| ------------------------------ | ------------- | ------------- | ----- | ----- | ---------------- | ---------------- | ----------------------- | ----------------------- | ----- | ----- |
| Silkeborg IF Dinamarca         | 1.ª           | 2014-15       | 3     | 0     | 0                | 0                | —                       | —                       | 3     | 0     |
| Silkeborg IF Dinamarca         | Total club    | Total club    | 3     | 0     | 0                | 0                | 0                       | 0                       | 3     | 0     |
| A. F. C. Ajax · Países Bajos   | 1.ª           | 2016-17       | 29    | 16    | 2                | 0                | 17                      | 7                       | 48    | 23    |
| A. F. C. Ajax · Países Bajos   | 1.ª           | 2017-18       | 23    | 6     | 3                | 3                | 4                       | 0                       | 30    | 9     |
| A. F. C. Ajax · Países Bajos   | 1.ª           | 2018-19       | 25    | 11    | 4                | 1                | 9                       | 0                       | 38    | 12    |
| Jong Ajax · Países Bajos       | 2.ª           | 2018-19       | 1     | 0     | —                | —                | —                       | —                       | 1     | 0     |
| Jong Ajax · Países Bajos       | Total club    | Total club    | 1     | 0     | 0                | 0                | 0                       | 0                       | 1     | 0     |
| A. F. C. Ajax · Países Bajos   | 1.ª           | 2019-20       | 1     | 0     | 1                | 1                | 1                       | 0                       | 3     | 1     |
| A. F. C. Ajax · Países Bajos   | Total club    | Total club    | 78    | 33    | 10               | 5                | 31                      | 7                       | 119   | 45    |
| O. G. C. Niza Francia          | 1.ª           | 2019-20       | 23    | 11    | 3                | 0                | —                       | —                       | 26    | 11    |
| O. G. C. Niza Francia          | 1.ª           | 2020-21       | 25    | 6     | 1                | 0                | 3                       | 0                       | 29    | 6     |
| O. G. C. Niza Francia          | 1.ª           | 2021-22       | 26    | 6     | 4                | 1                | —                       | —                       | 30    | 7     |
| O. G. C. Niza Francia          | Total club    | Total club    | 74    | 23    | 8                | 1                | 3                       | 0                       | 85    | 24    |
| Sevilla F. C. · España         | 1.ª           | 2022-23       | 4     | 0     | 0                | 0                | 4                       | 0                       | 8     | 0     |
| Sevilla F. C. · España         | Total club    | Total club    | 4     | 0     | 0                | 0                | 4                       | 0                       | 8     | 0     |
| TSG 1899 Hoffenheim · Alemania | 1.ª           | 2022-23       | 13    | 1     | 1                | 1                | —                       | —                       | 14    | 2     |
| TSG 1899 Hoffenheim · Alemania | Total club    | Total club    | 13    | 1     | 1                | 1                | 0                       | 0                       | 14    | 2     |
| R. S. C. Anderlecht · Bélgica  | 1.ª           | 2023-24       | 39    | 15    | 3                | 0                | —                       | —                       | 42    | 15    |
| R. S. C. Anderlecht · Bélgica  | 1.ª           | 2024-25       | 31    | 18    | 5                | 5                | 9                       | 1                       | 45    | 24    |
| R. S. C. Anderlecht · Bélgica  | 1.ª           | 2025-26       | 1     | 1     | 0                | 0                | 3                       | 3                       | 4     | 4     |
| R. S. C. Anderlecht · Bélgica  | Total club    | Total club    | 71    | 34    | 8                | 5                | 12                      | 4                       | 91    | 43    |
| Total carrera                  | Total carrera | Total carrera | 244   | 91    | 27               | 12               | 50                      | 11                      | 321   | 114   |
| 1. 2.                          |               |               |       |       |                  |                  |                         |                         |       |       |

### Selecciones
Actualizado al 16 de noviembre de 2018.
| Sub-16 Dinamarca | 2012          | -  | -  | - | - | 7  | 8  | 7  | 8  |
| Sub-16 Dinamarca | Total sel.    | 0  | 0  | 0 | 0 | 7  | 8  | 7  | 8  |
| Sub-17 Dinamarca | 2013          | 3  | 4  | - | - | 5  | 5  | 8  | 9  |
| Sub-17 Dinamarca | Total sel.    | 3  | 4  | 0 | 0 | 5  | 5  | 8  | 9  |
| Sub-18 Dinamarca | 2014          | -  | -  | - | - | 3  | 6  | 3  | 6  |
| Sub-18 Dinamarca | Total sel.    | 0  | 0  | 0 | 0 | 3  | 6  | 3  | 6  |
| Sub-19 Dinamarca | 2015          | 3  | 1  | - | - | 5  | 1  | 8  | 2  |
| Sub-19 Dinamarca | Total sel.    | 3  | 1  | 0 | 0 | 5  | 1  | 8  | 2  |
| Sub-21 Dinamarca | 2016          | 1  | 2  | - | - | 0  | 0  | 1  | 2  |
| Sub-21 Dinamarca | Total sel.    | 1  | 2  | 0 | 0 | 0  | 0  | 1  | 2  |
| Absoluta Dinamarca | 2016          | 1  | 0  | - | - | -  | -  | 1  | 0  |
| Absoluta Dinamarca | 2017          | 2  | 1  | - | - | 1  | 0  | 3  | 1  |
| Absoluta Dinamarca | 2018          | 2  | 0  | 1 | 0 | 3  | 0  | 6  | 0  |
| Absoluta Dinamarca | 2019          | 5  | 2  | - | - | 2  | 2  | 7  | 4  |
| Absoluta Dinamarca | 2020          | 4  | 0  | - | - | 1  | 0  | 5  | 0  |
| Absoluta Dinamarca | 2021          | 8  | 5  | - | - | 2  | 0  | 10 | 5  |
| Absoluta Dinamarca | Total sel.    | 22 | 8  | 1 | 0 | 9  | 2  | 32 | 10 |
| Total carrera | Total carrera | 29 | 15 | 1 | 0 | 29 | 22 | 59 | 37 |
| (1)Incluidos los datos del Campeonato Europeo Sub-17 (2014), Campeonato Europeo Sub-19 (2016) y Eurocopa Sub-21 (2017) |               |    |    |   |   |    |    |    |    |

### Resumen estadístico
| Competiciones          | Partidos | Goles | Promedio |
| ---------------------- | -------- | ----- | -------- |
| Liga                   | 243      | 90    | 0.37     |
| Copas nacionales       | 27       | 12    | 0.44     |
| Copas internacionales  | 47       | 8     | 0.17     |
| Selección de Dinamarca | 55       | 12    | 0.22     |
| Total                  | 372      | 122   | 0.33     |

## Palmarés

### Títulos nacionales
| Título                        | Club              | País         | Año  |
| ----------------------------- | ----------------- | ------------ | ---- |
| Copa de los Países Bajos      | Ajax de Ámsterdam | Países Bajos | 2019 |
| Eredivisie                    | Ajax de Ámsterdam | Países Bajos | 2019 |
| Supercopa de los Países Bajos | Ajax de Ámsterdam | Países Bajos | 2019 |

### Distinciones individuales
| Distinción                                                                         | Año  |
| ---------------------------------------------------------------------------------- | ---- |
| Joven de la semana para UEFA.com (mes de octubre, semana #5)                       | 2016 |
| Parte de los 59 mejores futbolistas sub-21 del mundo (#57) según medio FourFourTwo | 2016 |